# ۳۱۱ (قمری)
۳۱۱ (قمری)، سیصد و یازدهمین سال در گاهشماری هجری قمری است. اول محرم این سال برابر با بیست و ششم آوریل سال ۹۲۳ میلادی است.